# Art-B (singel)
Art-B – pierwszy singel polskiego duetu Taconafide, czyli rapera Taco Hemingwaya i Quebonafide, promujący album zatytułowany Soma 0,5 mg. Wydawnictwo w formie digital download ukazało się 16 marca 2018 roku nakładem Que Quality. Napisany przez Filipa Szcześniaka oraz Kubę Grabowskiego, a wyprodukowany przez FORXST został zarejestrowany w Nobocoto Studio. 

## Przyjęcie

### Krytyczne
Krytyk Piotr Szwed ze strony Screenagers.pl przyznał singlowi pięć gwiazdek w skali na dziesięć. W swojej recenzji napisał, że podkład muzyczny wykorzystany w utworze nie robi szału, przewidywalne wersy oraz niewykorzystanie potencjału drzemiącego w raperach. Dodał również, że porównanie do spółki Art-B jest nie trafione. Maciej Wernio ocenił singel dość neutralnie, twierdząc że to solidny numer bez fajerwerków. W swojej recenzji stwierdził, że choć Quebonafide wypada lepiej pod względem flow, to tekstowo lepszy jest Taco Hemingway. Stwierdził jednak że raperów stać na o wiele więcej.

### Komercyjne
Utwór pobił rekord Eda Sheerana w kategorii najczęściej słuchanego singla w Polsce, w serwisie Spotify. Dotarł również do 12. miejsca na liście przebojów radia UJOT FM. Akademia Fonograficzna nominowała utwór w kategorii przebój roku w plebiscycie publiczności, przeprowadzonym w ramach Fryderyków 2019.

## Nagrody i wyróżnienia
| Rok  | Kategoria                           | Nagroda        | Rezultat  |
| ---- | ----------------------------------- | -------------- | --------- |
| 2019 | Przebój roku (nagroda publiczności) | Fryderyki 2019 | Nominacja |

## Notowania
| Autor   | Notowanie          | Najwyższa pozycja |
| ------- | ------------------ | ----------------- |
| UJOT FM | Lista obecności    | 12                |
| Spotify | Spotify Chart Week | 1                 |

## Personel
Opracowano na podstawie materiału źródłowego oraz książeczki dodanej do płyty.
| - Filip Szcześniak – słowa, rap, śpiew - Kuba Grabowski – słowa, rap, śpiew - Karol „Solar” Poziemski – realizacja i produkcja wokali - DJ Johny – realizacja, produkcja i miksowanie wokali - Rafał Smoleń – miksowanie, mastering |